# Sant'Ivo (Masaccio)
Sant'Ivo è un affresco perduto di Masaccio. Lodato da fonti quali il Vasari nelle Vite de' più eccellenti pittori, scultori e architettori, si trovava su un pilastro davanti all'altare maggiore della chiesa della Badia Fiorentina a Firenze.

## Storia
Masaccio tenne per un certo periodo bottega all'angolo di piazza San Firenze, proprio all'ombra della Badia. La chiesa era patronata dall'Arte dei Giudici e Notai, a cui apparteneva il padre dello stesso Masaccio, e che aveva come santo protettore proprio sant'Ivo di Kermartin. È verosimile quindi che fu la stessa Arte a commissionare l'affresco.
Il santo si trovava in una nicchia, con i piedi ben "scortati", cioè scorciati come se realmente poggiassero in terra, invece che raffigurati in punta come nell'arte gotica. Su un'alta cornice, sotto il santo, si trovavano "vedove, pupilli e poveri", che si rimettevano all'aiuto del santo.
Quest'opera, descritta da Vasari, è esaltata per la sua bellezza e modernità da tutte le fonti scritte contemporanee e venne staccata quando il pilastro fu demolito per il rinnovo della chiesa. Questo procedimento di distacco della superficie pittorica, uno dei più antichi conosciuti, in realtà fu un vero disastro, perché si procedette scalpellando l'intonaco e ottenendo lo sbriciolamento di gran parte della superficie affrescata. Rimase solo la testa, della quale si hanno notizie fino al Settecento, quando era ancora tenuta come reliquia nello studio dell'abate, poi se ne persero le tracce.